# Polichne
Polichne is een geslacht van rechtvleugeligen uit de familie sabelsprinkhanen (Tettigoniidae). De wetenschappelijke naam van dit geslacht is voor het eerst geldig gepubliceerd in 1874 door Carl Stål.

## Soorten
Het geslacht Polichne omvat de volgende soorten:
- Polichne angustiloba Brunner von Wattenwyl, 1879
- Polichne argentata Brunner von Wattenwyl, 1879
- Polichne brevipes Brunner von Wattenwyl, 1879
- Polichne ferruginea Tepper, 1892
- Polichne huoniensis Bolívar, 1902
- Polichne juncea Walker, 1871
- Polichne longipes Brunner von Wattenwyl, 1879
- Polichne mukonja Griffini, 1908
- Polichne parvicauda Stål, 1861
- Polichne spinulosa Brunner von Wattenwyl, 1879
- Polichne tenuis Walker, 1869